# هيرمان جاي هاوك
هيرمان جاي هاوك (بالإنجليزية: Herman J. Hauck)‏ هو كاهن كاثوليكي أمريكي، (و. 1816  م).